# Suelli
Suelli est une commune italienne d'environ 1 200 habitants située dans la province du Sud-Sardaigne, dans la région Sardaigne.

## Géographie
Suelli est située dans la région historique du Trexenta, au centre-sud de la Sardaigne. Son territoire, d’une superficie de 19,24 km², se trouve dans une zone vallonnée à vocation agricole, traversée par de petites routes reliant les communes voisines.

## Histoire
Le territoire de Suelli est habité depuis l’Antiquité, comme en témoignent les vestiges nuragiques présents aux alentours. À l’époque médiévale, la localité faisait partie du Giudicato de Cagliari.  
Suelli est notamment connue pour avoir été le siège de l’évêché de Trexenta. Saint Georges de Suelli (XIe siècle), figure importante de l’Église sarde, y fut évêque et reste aujourd’hui vénéré comme protecteur de la commune.

## Économie
L’économie locale est principalement basée sur l’agriculture et l’élevage. La culture des céréales, de la vigne et des oliviers constitue l’essentiel de l’activité agricole. L’artisanat et les petites entreprises locales complètent le tissu économique.

## Culture
Suelli conserve un patrimoine religieux important, dont l’église San Giorgio, construite à partir du XIe siècle, qui fut la cathédrale de l’ancien diocèse de Trexenta.  
Chaque année, des fêtes religieuses et populaires sont organisées en l’honneur de saint Georges de Suelli, attirant des pèlerins et visiteurs de toute la région.

## Administration
| Période                                  | Période | Identité | Étiquette | Qualité |
| ---------------------------------------- | ------- | -------- | --------- | ------- |
|                                          |         |          |           |         |
| Les données manquantes sont à compléter. |         |          |           |         |

### Hameaux
Aucun hameau recensé.

### Communes limitrophes
Gesico, Mandas, Selegas, Senorbì, Siurgus Donigala